# Dead By Sunrise
«Dead By Sunrise» — сольний проєкт Честера Беннінгтона (вокаліста американського гурту Linkin Park), офіційною датою заснування якого вважається 9 липня 2005 року. Учасники проєкту — Раян Шак, Амір Дерак, Брандон Бєлскі, Еліас Андра, Ентоні Валкік. Дебютний студійний альбом «Out of Ashes» було презентовано 13 жовтня 2009 року.

## Склад гурту
- Честер Беннінґтон — вокал, гітара, клавішні
- Раян Шак — ритм-гітара, бек-вокал
- Амір Дерак — соло-гітара, синтетична педаль
- Брендон Бєлскі — бас-гітара
- Еліас Андра — барабан, ударні музичні інструменти
- Ентоні Валкік — клавішні

| Валторна | Це незавершена стаття про музичний колектив. Ви можете допомогти проєкту, виправивши або дописавши її. |